# Chiesa di San Pancrazio (San Pancrazio)
La chiesa di San Pancrazio (in tedesco Kirche St. Pankraz) è la parrocchiale patronale di San Pancrazio (St. Pankraz) in Alto Adige. Fa parte del decanato di Lana-Tesimo nella diocesi di Bolzano-Bressanone e risale al XIII secolo.

## Descrizione
La chiesa è un monumento sottoposto a tutela col numero 17093 nella provincia autonoma di Bolzano.